# 1864 v loďstvech
Tento článek obsahuje významné události v oblasti loďstev v roce 1864.

## Události
- 17. února – Konfederační ponorka H. L. Hunley potopila unionistickou dělovou šalupu USS Housatonic a následně byla sama zničena.
- 5. května – Konfederační a unionistické lodě se střetly v nerozhodné bitvě v Albemarleském zálivu.
- 9. května – Došlo k nerozhodné bitvě u Helgolandu mezi loděmi spojené rakousko-pruské eskadry a Dánskem.

## Lodě vstoupivší do služby
- 24. březen –  USS Onondaga – monitor [1]

- 17. dubna –  Regina Maria Pia – obrněná loď třídy Regina Maria Pia

- 17. dubna –  CSS Albemarle – pancéřové beranidlo

- květen –  Castelfidardo – obrněná loď třídy Regina Maria Pia

- 5. května –  USS Agamenticus – monitor třídy Miantonomoh

- 4. října –  USS Monadnock – monitor třídy Miantonomoh

- 9. listopadu –  San Martino – obrněná loď třídy Regina Maria Pia

- Re d'Italia – pancéřová fregata

- USS Spuyten Duyvil – tyčové torpédové beranidlo